# José Cándido Bustamante
José Cándido Gregorio Bustamante (Montevideo, 28 de noviembre de 1834 - Paso del Molino, 11 de enero de 1885) fue un político, militar, escritor y periodista uruguayo, integrante del partido Colorado.

## Biografía
Hijo de José Ramón Bustamante y Ubarrí y Regina San Martín Siapató. Hermano del doctor Pedro Bustamante.  
Se educó en el Colegio de los Padres Escolapios, y si bien recibió buena educación, no continuó una carrera profesional. 
Con el fin de la Guerra Grande comienza su militancia en el partido Colorado, donde ganó rápido prestigio por su carácter fogoso y su facilidad de palabra.  
Contando sólo 23 años, prestó servicios durante la revolución del general César Díaz en 1857. Cayó prisionero en la llamada "hecatombe" de Quinteros, donde el comandante Gervasio Burgueño le salvó la vida. 
Durante la presidencia de Berro y de vuelta de un viaje a Europa, en diciembre de 1861, volvió a desempeñarse como redactor en “El Comercio del Plata” (donde colaboraba desde 1857).  
No tardó en asumir la dirección política del diario, quedando el doctor Fermín Ferreira y Artigas como redactor en jefe, Juan Pedro Castro como encargado de la sesión comercial, y el doctor Francisco Antonino Vidal de la científica.  
Tras pasar a la Argentina por cuestiones políticas, se convirtió en uno de los más activos agentes de la revolución que allí preparaba el general Venancio Flores, haciendo a su lado la campaña de 1863-1865. 
El 2 de mayo de 1865 sacó a la calle el primer número de “La Tribuna”, diario de gran formato y portavoz de la revolución triunfante. 
Teniente coronel de milicias durante la guerra civil, al estallar la guerra del Paraguay se puso al frente de un batallón denominado “Voluntarios de la Libertad” y marchó al frente. En la batalla de Yatay, el 17 de agosto de 1865, sobresalíó al avanzar valientemente a la cabeza de sus hombres. 

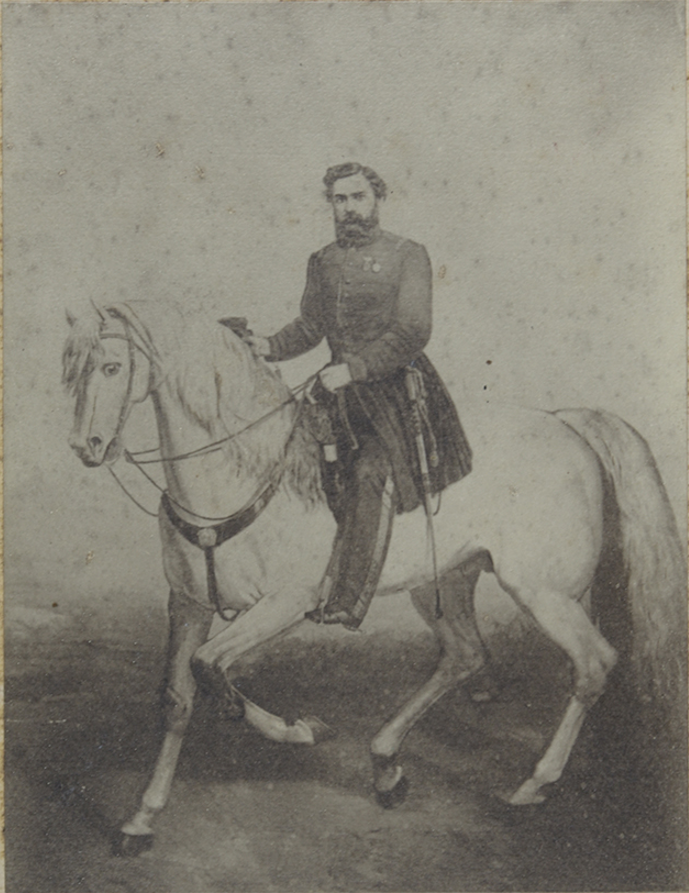
Bustamante en la época de la Guerra del Paraguay.

De regreso en Montevideo intervino activamente en las luchas internas que pronto dividieron al Partido Colorado, correspondiendo a esta época (1866) su fatal duelo con Servando Martínez, uno de sus camaradas de armas.  
Desterrado del país por este hecho, al regresar fue Jefe Político y de Policía de Montevideo entre marzo de 1867 y febrero de 1868. Le correspondió intervenir en el descubrimiento de la famosa “Conspiración de la mina”. Su gestión, del punto de vista administrativo, fue progresista y abundó en medidas y en reformas que puso en práctica de un modo expeditivo y eficaz. Volvió a ocupar este cargo dos veces más, entre octubre de 1868 y enero de 1869 y por última vez desde septiembre de 1870 hasta noviembre de 1872.
Senador por el departamento de Salto durante algunos meses en 1868, también fue vicepresidente de la cámara alta.  
Cuando el general Venancio Flores fue asesinado el 19 de febrero de 1868, su nombre, junto al del general José Gregorio Suárez, fue mencionado por algunos como un posible candidato presidencial, pero como ninguno de los dos candidatos obtuvo el quorum neceesario se eligió a Lorenzo Batlle.
Fue Ministro de Gobierno de las administraciones  de Pedro Varela (del 21 al 29 de febrero de 1868) y de Lorenzo Batlle (del 14 de enero de 1869 al 18 de agosto de 1870).
Diputado por Montevideo en las Cámaras de 1873, desde su banca y desde las columnas de “La Tribuna”, cuya dirección había conservado siempre virtualmente, inició el período capital de su carrera política, como opositor al gobierno del doctor Ellauri y como uno de los hombres ennegrecidos que, con sus extremismos y sus intransigencias contribuyeron a arrastrar al país a la bancarrota y a la dictadura, planeando y participando del golpe militar del 15 de enero de 1875.
Varela, gobernador provisorio por mandato de los jefes de la guarnición de Montevideo, nombró a Bustamante Ministro de Relaciones Exteriores y Hacienda el mismo día 15.
Antes de un semestre de ocupar esa secretaría de Estado, el gabinete había hecho crisis y Bustamante dejaba la cartera el 31 de julio. Aceptó ser nombrado Ministro Plenipotenciario en el Brasil, pero volvió de la corte imperial en septiembre, sin que restara de su gestión otra cosa que un memorándum.
Diputado por Salto en 1879, votó a Latorre para presidente de la República y totalmente sin papel en el curso de la legislatura, Santos lo hizo reelegir para la legislatura siguiente votado en el departamento de Montevideo.
Falleció tras una larga enfermedad, el 11 de enero de 1885, en su quinta de Paso del Molino. 
Fue director del diario La Conciliación (1877-1878), redactor de El Comercio del Platay fundador de La Tribuna (1865).
Utilizaba frecuentemente sus iniciales J.C.B. para firmar muchos de sus artículos y obras.

## Obras
- Amor, dinero y política (1881)
- La mujer abandonada (1876)
- Un veterano oriental (1876)
- El honor lo manda (1865)
- Reyertas conyugales (1862)[4]